# Peugeot 605
Peugeot 605 var en sedanmodell som introducerades 1989. Den ersatte då 505- och 604-modellerna och blev det franska företagets flaggskepp och delade bottenplatta med Citroën XM. Bilen var mycket uppskattad för goda vägegenskaper och komfort.
605 erbjöds endast i ett karosseri; som fyradörrars sedan. De avancerade tekniska lösningar som modellen begåvades med användes som ett försäljningsargument, men många småfel och varierande kvalitet bidrog till att modellen inte blev någon försäljningssuccé varken i Sverige eller övriga Europa. 1995 genomgick 605 en mindre ansiktslyftning, vilken resulterade i en bättre säkerhet, nya motorer, ny grill, baklucka med integrerad spoiler och rundare backspeglar. 1999 ersattes modellen av 607-modellen.

## Motorer
Bensin
- 2.0-liter, 79 kW (107 hk) (ej i Sverige)
- 2.0-liter, 84 kW (114 hk) (carburator)
- 2.0-liter, 89 kW (121 hk) (8 ventiler)
- 2.0-liter, 108 kW turbo(147 hk) (8 ventiler)
- 2.0-liter, 97 kW (132 hk) (16 ventiler)
- 3.0-liter V6, 123 kW (167 hk) (12 ventiler)
- 3.0-liter V6, 125 kW (170 hk) (12 ventiler)
- 3.0-liter V6, 147 kW (200 hk) (24 ventiler)
- 3.0-liter V6, 174 kW twin turbo(237 hk) (24 ventiler) ← Rykte om denna utgåva som "Limited Ed"
- 2.9-liter V6, 142 kW (193 hk) (24 ventiler)

Diesel
- 2.1-liter, 60 kW (82 hk)
- 2.1-liter, 80 kW (109 hk) (12 ventiler)
- 2.5-liter, 95 kW (129 hk)

## Mått
- Längd: 475 cm
- Bredd: 187 cm
- Höjd: 141 cm
- Axelavstånd: 280 cm

- Totalvikt: 1950 kg
- Skattevikt 1580 kg
- Tjänstevikt 1580 kg